# سنورس
سنورس نام شهر و شهرستانی در استان فیوم مصر است. 

## منبع
ویکی‌پدیای عربی، ۲۱ مارس ۲۰۰۷.